# Wilhelm Schlenk
Johann Wilhelm Schlenk (Múnich, 22 de marzo de 1879 - Tubingen, 29 de abril de 1943) fue un químico alemán. Nació en Múnich, donde también estudió química. Schlenk ocupó el puesto de Hermann Emil Fischer en la Universidad de Berlín en 1919.
Schlenk fue un químico orgánico que descubrió los compuestos de organolitio hacia 1917. También investigó los radicales libres y los carbaniones, y descubrió (junto con su hijo) que los haluros de organomagnesio son capaces de participar en un equilibrio químico complejo, que ahora se conoce como equilibrio de Schlenk.

## Trabajos
A la edad de 47 años, Wilhelm Schlenk era profesor en Berlín, presidente de la Sociedad Alemana de Química, y un serio candidato al premio Nobel. Fue conocido por sus innovadoras técnicas experimentales y los instrumentos de cristal que diseñó. En menos de una década fue desterrado de Berlín y excluido de la investigación, por lo que su historia personal se olvidó en gran parte. La historia de su ascenso y caída no es sólo la historia de un científico brillante, sino también la historia de un hombre de sólidos principios éticos y de gran valor moral.
Hoy Schlenk es recordado sobre todo por el desarrollo de técnicas de vacío para manejar compuestos sensibles al aire, y por su invención del matraz Schlenk. Este último es un recipiente de reacción con un tapón o llave de vidrio o teflón para la adición y eliminación de gases, como nitrógeno o argón. También es conocido por la línea de Schlenk, una tubería o colector doble que incorpora un sistema de vacío y una línea de gas, unidas por grifos oblicuos dobles que permiten al usuario cambiar entre el vacío y el gas para la manipulación de compuestos sensibles al aire.